# Катастрофа Ил-12 под Новосибирском (1949)
Катастро́фа Ил-12 под Новосиби́рском — авиационная катастрофа пассажирского самолёта Ил-12 компании Аэрофлот, произошедшая в пятницу 13 мая 1949 года близ Новосибирска, при этом погибли 25 человек.

## Самолёт
Ил-12 (встречается также обозначение модели Ил-12П) с заводским номером 93013208 и серийным 32-08 был выпущен заводом «Знамя Труда» (Москва) 14 марта 1949 года. Авиалайнер получил бортовой номер СССР-Л1791 и был передан Главному управлению гражданского воздушного флота, которое в свою очередь направило его в 1-ю отдельную авиагруппу гражданского воздушного флота (базировалась во Внуково). На момент происшествия борту Л1791 было всего два месяца и он имел наработку лишь 51 час.

## Экипаж
- Командир воздушного судна — Латухов Иван Александрович
- Второй пилот — Чеботарев Борис Иванович
- Бортмеханик — Картавый Иван Алексеевич
- Бортрадист — Могильницкий Михаил Самойлович
- Стюардесса — Максимова Нина Федоровна

## Катастрофа
Экипаж выполнял пассажирский рейс 17 из Москвы в Красноярск. В 12:13 авиалайнер вылетел из Омска, где совершал промежуточную остановку, и направился к следующему промежуточному пункту — Новосибирску. Согласно прогнозу, на маршруте ожидались облака высотой 1000—1500 метров и кратковременный дождь, тогда как во второй половине пути была возможна гроза. Омский диспетчер получал несколько предупреждений, что по Новосибирску объявляется грозовое положение, однако не стал передавать эту информацию экипажу рейса 17 и не стал запрещать полёт.
В 13:28 экипаж получил разрешение войти в зону Новосибирского районного диспетчерского центра. Помимо этого, с 13:00 борта самолёта трижды запрашивали вход в зону Новосибирского аэропорта, однако грозовые очаги над Новосибирском создавали сильные помехи. Ожидая разрешение на вход, самолёт начал выполнять полёт по кругу на траверзе Новосибирска. Только в 14:00 экипаж смог связаться с аэропортом. Затем в 14:05 диспетчер Новосибирского аэропорта дал рейсу 17 разрешение на выполнение подхода и снижение до 700 метров, при этом данный рейс уже находился в зоне аэропорта. В 14:07 экипаж доложил: «Вошел в облачко, временами просматриваю землю». Это было последнее радиосообщение с борта самолёта.
Над Новосибирском небо было полностью затянуто облаками, шёл ливневый дождь с градом, дул сильный шквалистый ветер, а видимость падала до 100—200 метров. Примерно в 14:07 в 6—8 километрах северо-восточнее аэропорта Ил-12 вошёл в облако, и затем свидетели наблюдали его в облаках до 14:10. После этого, вероятно, командир попытался выйти из облачности, так как совершил резкий правый разворот со снижением. На высоте 70—100 метров авиалайнер вышел из облака, но находился в этот момент в крутом крене. Продолжая терять высоту, в 12 километрах от аэропорта самолёт с правым креном 65° врезался в четырёхметровую земляную насыпь карьера, в результате чего разрушился, при этом часть обломков перелетела через насыпь, и загорелся. Все 25 человек на борту погибли.

## Расследование
«Облачко», о вхождении в которое докладывал экипаж, на самом деле являлось тыловой частью мощного грозового облака. При попадании в него Ил-12 неожиданно для экипажа начало бросать вверх-вниз и из стороны в стороны. Как показали результаты судебно-медицинской экспертизы, второй пилот и бортрадист в момент катастрофы были без сознания, при этом второй пилот ещё и зажал штурвал. Вероятно, что в самолёт попала молния, которая и поразила экипаж, в результате чего второй пилот с бортрадистом потеряли сознание, тогда как командир с бортмехаником впали в панику, из-за чего плохо следили за показаниями приборов. Запаниковав, командир начал пытаться поскорее выйти из облака, для чего совершил резкий разворот со снижением, но выйдя из облака, попал под сильный ливневый дождь с крупным градом и шквалистым ветром. К тому же пилотирование значительно усложнялось и из-за зажатого вторым пилотом штурвала. Будучи дезориентированным при полёте через дождь и не следя за приборами, командир начал снижаться в южном, а затем юго-восточном направлении, пока не врезался в землю.
В выводах комиссия назвала непосредственной причиной попадание в грозовое облако и поражение двух членов экипажа ударом молнии. В условиях дождя и града остальные два члена экипажа были дезориентированы, при этом, вероятно из-за паники, не следя за показаниями приборов и не выдерживая безопасную высоту. Во многом катастрофе способствовали следующие факторы:
- Не предусмотренная в прогнозе погоды гроза.
- Вхождение в облако произошло с его тыловой части, откуда оно выглядело не столь опасным.
- Нарушения в управлении и контроле за полётом, включая неверный прогноз погоды, неустойчивую радиосвязь, экипаж не был оповещён о грозовом положении, а также плохо работала связь между метеослужбами аэропортов по маршруту.

## Борт СССР-Л1791 № 2
В 1956 году бортовой номер СССР-Л1791 был присвоен Ил-14 с заводским номером 146000503 и серийным 05-03, также производства завода «Знамя Труда». В 1959 году, в связи с перерегистрацией, бортовой номер сменился на CCCP-61791. Данный самолёт эксплуатировался поначалу в Ульяновской школе высшей лётной подготовки, с 6 января 1962 года — в Кировоградской школе высшей лётной подготовки, а с 28 августа 1973 года — в Якутском управлении гражданской авиации. 17 октября 1974 года был списан по отработке ресурса и впоследствии порезан на металлолом.

### Комментарии
1. ↑  Здесь и далее указано Московское время.